# 蒙特內哥羅的佛潔拉公主
蒙特內哥羅的佛潔拉，原名佛潔拉·彼得羅維奇-涅戈什（1887年2月22日—1927年10月31日），蒙特內哥羅國王尼古拉一世的幼女。